# Баль, Лев Максимович
Лев Максимович Баль (1820 — 14 [26] ноября 1883, Кронштадт) — русский военно-морской деятель, генерал-лейтенант Морского ведомства (1883).

## Биография
Родился в 1820 году. В 1834 году, в возрасте около 14-ти лет, был выпущен на Черноморский флот гардемарином. В течение следующих четырёх лет крейсировал на кораблях Черноморского флота вдоль кавказского побережья, несколько раз участвовал в стычках с горцами. С 1838 года служил на Балтийском флоте.
Во время Крымской войны участвовал в защите Кронштадта во главе отряда канонерских лодок После окончания Крымской войны почти двадцать лет (1856—1875) был экипажмейстером кронштадтских экипажских магазинов. За эти годы ему пришлось полностью реорганизовать всю экипажную часть, которая ранее была рассчитана на обслуживание парусных кораблей, которые заменялись теперь паровыми. В 1875 году отказался от этой должности по состоянию здоровья, но ещё восемь лет состоял в распоряжении главного командира Кронштадтского порта, числился в 7-м флотском экипаже и исполнял различные поручения.
Только в 1883 году он вышел в отставку с производством в генерал-лейтенанты. Скончался 14 (26) ноября 1883 года.
Его братья, Пётр и Яков Максимовичи, также служили офицерами во флоте и были георгиевскими кавалерами (Пётр был награждён в 1842, а Яков — в 1847 году). Контр-адмирал Митрофан Яковлевич Баль (1851 — после 1916) — племянник Л. М. Баля.